# アイプロダクション
有限会社アイプロダクション（英文社名；i Production inc.）は、東京都港区にかつて存在した日本の芸能プロダクション。

## 沿革
- 2009年6月、有限会社アイ・クリエイトの芸能プロダクション事業部を分社化して設立。
- 2010年4月、事務所を解散（解散の理由については不明）。

## 概要
設立と同時に株式会社フェイスネットワークの傘下に入り、フェイスネットワークの子会社である株式会社プラチカと同じオフィスにて芸能プロダクション業務を行っていた。元AKB48の中西里菜や元AKB48研究生の金子さとみが在籍していたことがあり、当時は中西里菜のグッズ販売やファンクラブの運営を行っていた。

## かつて所属していたタレント
解散時所属していたタレント
- 清水麻奈 - 東日本大震災発生後に不謹慎な内容のブログを掲載したとして炎上する事態にまで発展[1]それに伴いブログを閉鎖した。
- 桜井恵美 - 公式ブログは残っているが、2011年6月を最後に更新はされていない。
- 吉乃利奈 - プラチカへ移籍するも後に退所。

既に退所していたタレント
- 金子さとみ（元AKB48研究生、別名:金子智美） - オフィス斬へ移籍するも後に退所。
- 中西里菜（元AKB48）